# Узбекистан на летних Олимпийских играх 2008
Узбекистан принимал участие в Летних Олимпийских играх 2008 года в Пекине (Китай) в четвёртый раз за свою историю, и завоевал одну золотую, три бронзовые и две серебряные медали. Сборную страны представляли 56 спортсменов,в том числе 15 женщин.

## Медалисты
| Медаль  | Спортсмен        | Вид спорта            | Дисциплина                        |
| ------- | ---------------- | --------------------- | --------------------------------- |
| Серебро | Абдулло Тангриев | Дзюдо                 | Мужчины, свыше 100 кг             |
| Серебро | Сослан Тигиев    | Борьба                | Мужчины, вольная борьба, до 74 кг |
| Бронза  | Антон Фокин      | Спортивная гимнастика | Мужчины, параллельные брусья      |
| Бронза  | Ришод Собиров    | Дзюдо                 | Мужчины, до 60 кг                 |
| Бронза  | Екатерина Хилько | Прыжки на батуте      | Женщины                           |

После перепроверки допинг-проб Олимпийских игр 2008 и 2012 годов МОК лишил борца вольного стиля Артура Таймазова золотой медали Игр в Пекине.

## Состав сборной
Академическая гребля
1. Руслан Наурзалиев

 Бокс
1. Рафикжон Султонов
2. Тулашбой Дониёров
3. Хуршид Тожибаев
4. Баходиржон Султанов
5. Дильшод Махмудов
6. Эльшод Расулов
7. Аббос Атоев

 Борьба
Вольная борьба
1. Дильшод Мансуров
2. Сослан Тигиев
3. Заурбек Сохиев
4. Курбан Курбанов
5. Артур Таймазов

Греко-римская борьба
1. Ильдар Хафизов
2. Дильшод Арипов
3. Давид Салдадзе

 Велоспорт
1. Сергей Лагутин

 Гребля на байдарках и каноэ
1. Вадим Меньков

 Дзюдо
1. Ришод Собиров
2. Мирали Шарипов
3. Шокир Муминов
4. Хуршид Набиев
5. Уткир Курбанов
6. Абдулло Тангриев
7. Зиннура Джураева
8. Мария Шекерова

 Лёгкая атлетика
1. Олег Журавлёв
2. Олег Норматов
3. Леонид Андреев
4. Бобур Шокиржонов
5. Павел Андреев
6. Виталий Смирнов
7. Гузель Хуббиева
8. Надия Дусанова
9. Светлана Радзивил
10. Анастасия Журавлёва
11. Анастасия Свечникова
12. Юлия Тарасова

 Плавание
1. Данил Бугаков
2. Иван Демьяненко
3. Ибрагим Назаров
4. Сергей Панков
5. Пётр Ромашкин
6. Мария Бугакова
7. Ирина Шлемова

 Спортивная гимнастика
1. Антон Фокин
2. Луиза Галиулина

 Прыжки на батуте
1. Екатерина Хилько

 Стрельба
1. Дильшод Мухтаров
2. Елена Кузнецова

 Теннис
1. Акгуль Аманмурадова

 Тхэквондо
1. Дмитрий Ким
2. Акмал Эргашев
3. Евгения Каримова

 Тяжёлая атлетика
1. Шерзоджон Юсупов
2. Мансурбек Чашемов

## Результаты соревнований

### Академическая гребля
В следующий раунд из каждого заезда проходили несколько лучших экипажей (в зависимости от дисциплины). В финал A выходили 6 сильнейших экипажей, остальные разыгрывали места в утешительных финалах B-F.
Мужчины
| Соревнование | Спортсмены        | Предварительный заезд | Предварительный заезд | Предварительный заезд | Отборочный заезд | Отборочный заезд | Отборочный заезд | Четвертьфинал | Четвертьфинал | Четвертьфинал | Полуфинал     | Полуфинал     | Полуфинал     | Финал   | Финал   | Итоговое место |
| Соревнование | Спортсмены        | Заезд                 | Время                 | Место                 | Заезд            | Время            | Место            | Заезд         | Время         | Место         | Заезд         | Время         | Место         | Время   | Место   | Итоговое место |
| ------------ | ----------------- | --------------------- | --------------------- | --------------------- | ---------------- | ---------------- | ---------------- | ------------- | ------------- | ------------- | ------------- | ------------- | ------------- | ------- | ------- | -------------- |
| одиночки     | Руслан Наурзалиев | 5                     | 7:58,43               | 5                     | Не проводится    | Не проводится    | Не проводится    | Не участвовал | Не участвовал | Не участвовал | Полуфинал E/F | Полуфинал E/F | Полуфинал E/F | Финал E | Финал E | 26             |
| одиночки     | Руслан Наурзалиев | 5                     | 7:58,43               | 5                     | Не проводится    | Не проводится    | Не проводится    | Не участвовал | Не участвовал | Не участвовал | 1             | 7:35,12       | 3             | 7:09,98 | 3       | 26             |